# William J. Hughes
William John Hughes (Salem, 17 ottobre 1932 – Ocean City, 30 ottobre 2019) è stato un politico statunitense, membro della Camera dei Rappresentanti per lo stato del New Jersey dal 1975 al 1995.

## Biografia
Nato a Salem, Hughes si laureò in giurisprudenza alla Rutgers University e successivamente intraprese la professione di avvocato.
Entrato in politica con il Partito Democratico, nel 1970 si candidò alla Camera dei Rappresentanti sfidando il deputato repubblicano in carica Charles W. Sandman Jr. ma perse le elezioni di misura. Nel 1974 Hughes concorse nuovamente e questa volta riuscì a sconfiggere Sandman, divenendo deputato. Negli anni successivi fu riconfermato dagli elettori per altri nove mandati.
Nel 1994 annunciò la propria intenzione di non candidarsi ulteriormente e lasciò il Congresso. Pochi mesi dopo, il Presidente Clinton lo nominò ambasciatore statunitense a Panama, carica che Hughes rivestì fino all'ottobre del 1998.